# Władimir Kasatonow
Władimir Afanasjewicz Kasatonow, ros. Влади́мир Афана́сьевич Касато́нов (ur. 8 lipca?/21 lipca 1910 w Peterhofie, zm. 9 czerwca 1989 w Moskwie) – radziecki dowódca, admirał floty, Bohater Związku Radzieckiego.

## Życiorys
W latach 1927–1931 był studentem Szkoły Marynarki Wojennej im. M. W. Frunzego w Leningradzie. W 1932 roku rozpoczął służbę jako oficer wachtowy – sternik okrętu podwodnego na Bałtyku.
W okresie 1932–1937 był zastępcą dowódcy i dowódcą okrętu podwodnego we Flocie Oceanu Spokojnego; uczestniczył w eksperymentach związanych z wykorzystaniem pełnej autonomiczności okrętu. Następnie do 1939 roku był dowódcą okrętu podwodnego i dowódcą dywizjonu okrętów podwodnych. W latach 1939–1941 studiował w Akademii Marynarki Wojennej, po czym w 1941 roku objął stanowisko szefa sztabu szkolnego dywizjonu okrętów podwodnych na Bałtyku.
Po napaści Niemiec na ZSRR do 1945 roku był szefem oddziału dalekowschodniego Dowództwa Sztabu Generalnego; brał udział w przygotowaniu i przeprowadzeniu Konferencji Jałtańskiej.
Od 1945 roku jako kontradmirał był do 1947 roku szefem sztabu Kronsztadzkiego Morskiego Rejonu Obronnego. Od 1947 do 1954 roku pełnił służbę w Sztabie Generalnym ZSRR, następnie w sztabie Floty Oceanu Spokojnego. W 1951 roku został mianowany wiceadmirałem.
W latach 1954–1955 pełnił funkcje dowódcze we Flocie Baltyckiej. W 1955 roku mianowany został admirałem. Od 1955 do 1962 roku dowodził Flotą Czarnomorską, a od 1962 roku – Flotą Północną; w 1963 roku kierował rejsem atomowego okrętu podwodnego na biegun północny.
Od 1964 roku był pierwszym zastępcą Dowódcy Marynarki Wojennej ZSRR. Do stopnia admirała floty mianowany 18 czerwca 1965 roku. W 1966 roku otrzymał tytuł Bohatera Związku Radzieckiego. Od 1974 roku był inspektorem wojskowym Grupy Generalnych Inspektorów Ministerstwa Obrony ZSRR.
Trzykrotnie nagrodzony Orderem Lenina, Orderem Rewolucji Październikowej, dwoma Orderami Czerwonego Sztandaru, orderem Nachimowa II stopnia, dwoma Orderami Wojny Ojczyźnianej I stopnia, orderem Czerwonego Sztandaru Pracy, Czerwonej Gwiazdy, „Za służbę Ojczyźnie w Siłach Zbrojnych ZSRR” III stopnia, medalami.
Autor wspomnień „Farwaterami fłotskoj służby” («Фарватерами флотской службы»).
Zmarł 9 czerwca 1989 roku, został pochowany na Cmentarzu Nowodziewiczym w Moskwie.

## Awanse admiralskie
- kontradmirał - Uchwała Rady Komisarzy Ludowych nr 1161 z 24 maja 1945;
- wiceadmirał - Uchwała Rady Ministrów ZSRR nr	4370 z 3 listopada 1951;
- admirał - Uchwała Rady Ministrów ZSRR nr 1449	z 8 sierpnia 1955;
- admirał floty - Uchwała Rady Ministrów ZSRR z	18 czerwca 1965.